# Agromyza nana
Agromyza nana är en tvåvingeart som beskrevs av Johann Wilhelm Meigen 1830. Agromyza nana ingår i släktet Agromyza och familjen minerarflugor. Arten är reproducerande i Sverige. Inga underarter finns listade i Catalogue of Life.